# Felício César da Cunha Vasconcellos
Felício César da Cunha Vasconcellos, O.F.M. (Dores de Camaquã, 25 de maio de 1904  — Ribeirão Preto, 12 de julho de 1972) foi um bispo católico da arquidiocese de Ribeirão Preto.

## Biografia
Filho de Joaquim da Cunha Vasconcellos e de Edwiges Lopes Vasconcellos.
Membro da Ordem dos Frades Menores, sua ordenação presbiteral ocorreu em 1 de novembro de 1933, atuou nos estados de Santa Catarina, Paraná e Rio Grande do Sul de 1945 a 1949. Eleito bispo da diocese de Penedo em 30 de março de 1949, recebeu a ordenação episcopal no dia 29 de junho de 1949, das mãos de Dom Joaquim Domingues de Oliveira, Arcebispo de Florianópolis, sendo concelebrantes Dom Daniel Henrique Hostin, Bispo de Lages e Dom Henrique Golland Trindade, Bispo de Botucatu.
Em 3 de abril de 1957 foi nomeado arcebispo-titular de Verissa e Arcebispo-Coadjutor da Arquidiocese de Florianópolis, posição que ocupou até 25 de março de 1965, quando foi apontado Arcebispo de Ribeirão Preto, onde permaneceu até sua morte.

## Ordenações episcopais
Dom Felício foi concelebrante da ordenação episcopal de:
- Dom João Floriano Loewenau OFM
- Dom Wilson Laus Schmidt